# Sacoșu Turcesc
Sacoșu Turcesc (in ungherese Törökszákos, in tedesco Türkisch Sakosch) è un comune della Romania di 2935 abitanti, ubicato nel distretto di Timiș, nella regione storica del Banato. 
Il comune è formato dall'unione di 7 villaggi: Berini, Icloda, Otvești, Sacoșu Turcesc, Stamora Română, Uliuc, Unip.